# كاكايدي
كاكايدي (بالأوزبكية: Kakaydi)‏‎، (بالروسية: Какайды) هي بلدة من النمط المدني في مقاطعة جاركورغان في ولاية صرخنداريا في أوزبكستان. يقدر عدد سكانها بـ 82,100 نسمة ومساحتها 3,873 كم2
بلغ سكان البلدة في سنة 2002 بحدود 6500 نسمة.